# Mallerenga modesta
La mallerenga modesta (Sylviparus modestus) és una espècie d'ocell de la família dels pàrids (Paridae) i única espècie del gènere Sylviparus (Burton, 1836).

## Hàbitat i distribució
Habita boscos i vegetació alpina al nord de l'Índia, des de Caixmir cap a l'est fins Arunachal Pradesh, i cap al sud fins Assam, Manipur i Nagaland, sud-est del Tibet, oest, nord-est i est de Myanmar, sud-oest i sud-est de la Xina, nord-oest de Tailàndia, nord de Laos i nord i centre del Vietnam, al nord-oest de Tonkin i sud d'Annam.

## Subespècies
Es reconeixen tres subespècies:
- S. s. simlaensis (Baker, ECS 1917) - oest de l'Himàlaia (Caixmir a Uttar Pradesh)
- S. s. modestus (Burton, E 1836) - Nepal al nord-est de l'Índia, nord de Myanmar, sud-oest de la Xina, Tailàndia i nord de Laos.
- S. s. klossi (Delacour, JT; Jabouille, P 1930) - sud de Vietnam (plana Da Lat)